# Франц Конрад фон Хьотцендорф
Франц Конрад фон Хьотцендорф (на немски: Franz Conrad von Hötzendorf) е австро-унгарски военачалник, фактически командващ войските на Двойната монархия по време на Първата световна война.

## Произход и ранна кариера

### Семейство и образование
Франц Конрад е роден сутринта на 11 ноември 1852 година в селцето Пенцинг, което понастоящем е част от четиринадесети окръг на австрийската столица Виена. Произхожда от семейство с германско-моравски корени, което е въздигнато до благородническо, когато през 1815 г. император Франц II дава на прадядо му Франц Антон (1738 – 1827) благородническа титла и правото да добави „фон Хьотцендорф“ към фамилията си.
Бащата на Конрад, Франц Ксавер (1793 – 1878), участва като доброволец в битката при Лайпциг през 1813 г. Десетилетия по-късно той командва конен ескадрон при потушаването на революцията от 1848 година, но е ранен тежко и се пенсионира с чин полковник. През 1851 г. Франц Ксавер се жени за двадесет и шестгодишната Барбара Кюблер, която го дарява с две деца – Франц и по-малката му сестра Барбара.
Ксавер насочва сина си към военното поприще. На 18 години Конрад завършва кадетски корпус, а на 23 – и академията на австро-унгарския генерален щаб.

### Служба в Босна и Херцеговина (1878 – 1883)
Служи във войските, които в изпълнение на Берлинския договор окупират Босна и Херцеговина през 1878 година. На 1 май 1879 г., по време на службата си в щаба на 4-та дивизия, Конрад е повишен в чин капитан и награден с първото си военно отличие – „Кръст за военна заслуга“. През същата година е прехвърлен на служба в Картографското бюро на Генералния щаб на австро-унгарската армия, където работи до 1882 година. За това време той изпълнява редица поръчения за картографиране на новоокупираните земи, овладява писмено и говоримо сърбохърватски и извършва разузнавателни мисии в Сърбия. Участва в потушаването на въстанието от 1882 година като част от щаба на 47-а пехотна дивизия.

### Щабен офицер и преподавател (1883 – 1895)
През пролетта на 1883 г. Конрад е изпратен на разузнавателна мисия в руска Полша. Възползвайки се от отличното си владеене на руски и развален полски посещава Варшава и опознава терена, на който години по-късно ще се състоят първите битки от Световната война. През октомври 1883 година Конрад е назначен за началник на щаба на разположената в Лемберг 11-а пехотна дивизия, а година по-късно присъства като част от австро-унгарска делегация на руски военни маневри край Киев. Военните занимания на младия капитан са прекъснати за кратко през януари 1884 година, поради смъртта на сестра му Барбара.
През октомври 1887 г. Конрад се завръща във Виена и постъпва на работа в Оперативното бюро на Генералния щаб на австро-унгарската армия, като на 11 ноември е повишен в майор, но престоят му тук е кратък и на следващата година той се завръща за четири години в академията на генералния щаб, този път като преподавател по тактика.

### На командни длъжности (1895 – 1906)
Скоро след като приключва преподавателската си кариера Конрад е повишен в полковник и получава първото си значимо командно назначение през 1895 година, когато е направен командир на разположения в град Тропау престижен 1-ви пехотен полк чийто патрон е самият император. По време на това свое назначение той извоюва за себе си репутация на добър, приятелски настроен към подчинените си и модерен офицер в армия, отличаваща се с нуждата от модернизация. Тук по собственото му признание Конрад прекарва най-добрите години от живота си. Популярността му е толкова голяма, че когато през 1899 година е назначен за началник на 55-а пехотна бригада в Триест повечето от жителите на Тропау го изпращат на железопътната гара, а полковият оркестър свири специално композирания марш „Конрад“.
Само месец след пристигането си в Триест Конрад е повишен в чин генерал-майор. Скоро след това потушава бунт на италиански работници, вследствие на което добива убеждението, че италианските претенции над Трентино и Триест са значима опасност и повод за неразбирателство с Двойната монархия.
През 1903 г. е произведен в чин фелдмаршал-лейтенант (равностойно на генерал-лейтенант) и назначен за командир на 8-а пехотна дивизия в Инсбрук.

## Началник на генералния щаб

### Начело на армията и намеса в политиката (1906 – 1912)
След три годишен престой в Инсбрук, през ноември 1906 година Конрад е поставен начело на генералния щаб на Австро-Унгария. Назначаването му се основава в голяма степен на препоръката на ерцхерцог Франц Фердинанд, с когото Конрад поддържа приятелски отношения от времето, когато е началник на 1-ви пехотен полк. Изпълнен с идеи за модернизация на армията, само за първата година от назначаването си новият началник на Генералния щаб издава повече наредби, отколкото неговия предшественик за 25 години.
Особена активност Конрад проявява при модернизирането на артилерията. В борба с парламента, който се скъпѝ за военни разходи, провежда реорганизация и въоръжаване на войската в условията на нарастващо напрежение между Централните сили и Съглашението. Настоявайки за превантивна война и окупация на Сърбия наред с Черна гора и Албания, Конрад се меси често във външната политика на страната.
При започването на Итало-турската война през 1911 година Конрад настоява за превантивна война срещу Италия, тъй като се опасява, че италианска победа над Османската империя ще доведе до прекомерно засилване на италианското националистическо движение в рамките на Австро-Унгария. Опасността от отслабване турските позиции на Балканите от друга страна пораждат опасения у него от засилване на сръбските амбиции към Босна и Херцеговина. Това води до конфликт с външния министър Алоис фон Ерентал и краткотрайно отстраняване на Конрад от генералния щаб през ноември 1911. В резултат той прекарва няколко месеца като инспектор на армията, но избухването на Балканската война води до бързото му връщане на поста в края на 1912 година.

### През Балканските войни (1912 – 1913)
Успехите на Сърбия в конфликта с Османската империя събуждат сериозни опасения у Конрад, който за пореден път настоява за превантивна война срещу малката славянска държава. По време на обсадата на Шкодра от черногорските и сръбските сили той настоява за частична мобилизация на австро-унгарската армия, но императорът и ерцхерцог Франц Йосиф предпочитат да изпратят ясно послание към сърбите чрез голяма международна военноморска демонстрация в близост до обградената крепост. Впоследствие сърбите се оттеглят, но крепостта се предава на черногорците, които планират да я присъединят към кралството си. Това кара Конрад да нареди разработването на специален мобилизационен план, предвиждащ разгръщането на около 50 000 войници срещу Черна гора. До желаното от него и генералите военно решение обаче отново не се стига, тъй като черногорците изпълняват ултиматума да изоставят крепостта. Сърбия все пак излиза от войната уголемена двойно и с повдигнато самочувствие, което, съчетано с възстаноявяването на Русия от поражението в Руско-японската война, кара Конрад да мисли, че колкото повече Австро-Унгария отлага използването на военна сила, толкова повече изгледите за успешна война намаляват.
След избухването на Втората балканска война Конрад симпатизира на България, но се въздържа от агитиране за пряка австро-унгарска военна намеса, поради прорумънската и прогръцката позиция на Германия. Поведението на Германия също саботира подкрепяната от Конрад идея за ревизия на Букурещкия мирен договор.

### Афера „Редъл“
През май 1913 година австро-унгарският генерален щаб е разтресен от скандала със служещия там полковник Алфред Редъл. Редъл е разкрит като агент, продавал на Русия в продължение на години някои от най-значимите военни тайни на Австро-Унгария. Опитите на Конрад да запази обществото в неведение за случая се провалят. За да защити подчинените си, той е принуден да предложи оставката си, но тя не е приета. Размерът на щетите, нанесени от дейността на Редъл, остава неизвестен за австро-унгарския генерален щаб.

## По време на Първата световна война
След Сараевския атентат Конрад се обявява за война срещу Сърбия, която става факт през август 1914 година. Заема длъжността началник-щаб при върховния главнокомандващ (ерцхерцог Фридрих), но на практика изпълнява неговите функции при планирането и осъществяването на стратегическите операции. Австро-унгарските сили са разпределени срещу Сърбия и Русия. Конрад съсредоточава вниманието си върху руския фронт, но първоначалните успехи там се превръщат в тежко поражение в Галицийската битка през септември 1914 година. През пролетта на 1915 година той взима реванш над руснаците с Горлицкия пробив, благодарение на помощта от германския си съюзник. През 1916 година съсредоточава усилията си срещу Италия, но вместо успех търпи нови поражения от руснаците при Настъплението на Брусилов.
През ноември 1916 година Конрад е произведен във фелдмаршал, но скоро след това, през март 1917, е снет от поста началник-щаб на въоръжените сили. Поверена му е армия на Италианския фронт, с която воюва в Тирол до лятото на 1918 година. През юли същата година му е отнето и това командване, като в замяна получава графска титла и почетни длъжности.

## Последни години
След войната Конрад живее в Инсбрук и Виена. За разлика от много свои германски колеги, той не изпитва желание да играе активна роля в обществено-политическия живот и има критично отношение към републиканска Австрия. В последните си години фелдмаршалът задълбочава националистическите си възгледи и се изявява като привърженик на аншлус между Германия и Австрия.
През 1921 година Конрад подписва договор за публикуване на мемоарите си. Първият от общо пет тома на обемистия му труд е издаден през същата година. По същото време той започва да учи английски език, който става деветият език, овладян от него.
През януари 1924 година Конрад се разболява тежко от заболяване на жлъчката, а лекуващите го лекари му препоръчват престой в известния спа курорт Карлсбад. Поради вероятността новото чешко правителство да му откаже достъп Конрад предпочита да се лекува в Бад Маргентхайм, във Вюртемберг. Тук той често е в центъра на вниманието и приема на посещение редица стари познати и доброжелатели. След няколкомесечно лечение здравето му се подобрява и той напуска градчето с официално изпращане под звуците на „Радецки марш“. Въпреки това крехкото му здраве отново изисква специални грижи, включително хоспитализация в Щайр, което му позволява да се завърне във Виена едва през октомври.
През май 1925 година Конрад е принуден да се завърне в Бад Мартгенхайм, за да се лекува повторно. Тук той отново е посрещнат с голям интерес и уважение, а здравето му укрепва достатъчно, за да му позволи редовно да се разхожда из градчето. На една от тези разходки го придружава бившият български цар Фердинанд I, който остава впечатлен от руския език на фелдмаршала. През август Конрад е засегнат от заболяване на белите дробове, което се оказва фатално и на 25 август той умира в един часа следобед.
Тялото на Конрад е превозено до Виена със специален влак, който е посрещнат на 27 август от официална министерска делегация, представляваща новата австрийска република, и делегация на пенсионираните хабсбургски офицери, водена от генерал-полковник Виктор фон Данкъл и маршал Александър фон Кробатин. В следващите дни над 100 000 граждани отдават последна почит на фелдмаршала. На 2 септември се състои официалното погребение с държави почести и за държавна сметка в присъствието на многохилядна тълпа.